# Borek (Košice)
Borek (německy Borek) je malá vesnice, část obce Košice v okrese Tábor v Jihočeském kraji. Nachází se 2,5 kilometru severně od Košic. Je zde evidováno 6 adres. V roce 2011 zde trvale žilo šest obyvatel.
Borek leží v katastrálním území Košice u Soběslavi o výměře 10,47 km².

## Historie
První písemná zmínka o vesnici pochází z roku 1369.

## Obyvatelstvo
| Rok            | 1869 | 1880 | 1890 | 1900 | 1910 | 1921 | 1930 | 1950 | 1961 | 1970 | 1980 | 1991 | 2001 | 2011 | 2021 |
| -------------- | ---- | ---- | ---- | ---- | ---- | ---- | ---- | ---- | ---- | ---- | ---- | ---- | ---- | ---- | ---- |
| Počet obyvatel | 41   | 43   | 55   | 46   | 42   | 25   | 18   | 10   | 12   | 12   | 4    | 1    | 2    | 6    | 4    |
| Počet domů     | 6    | 7    | 7    | 7    | 7    | 6    | 6    | 5    | 4    | 4    | 2    | 5    | 5    | 5    | 7    |

## Další fotografie

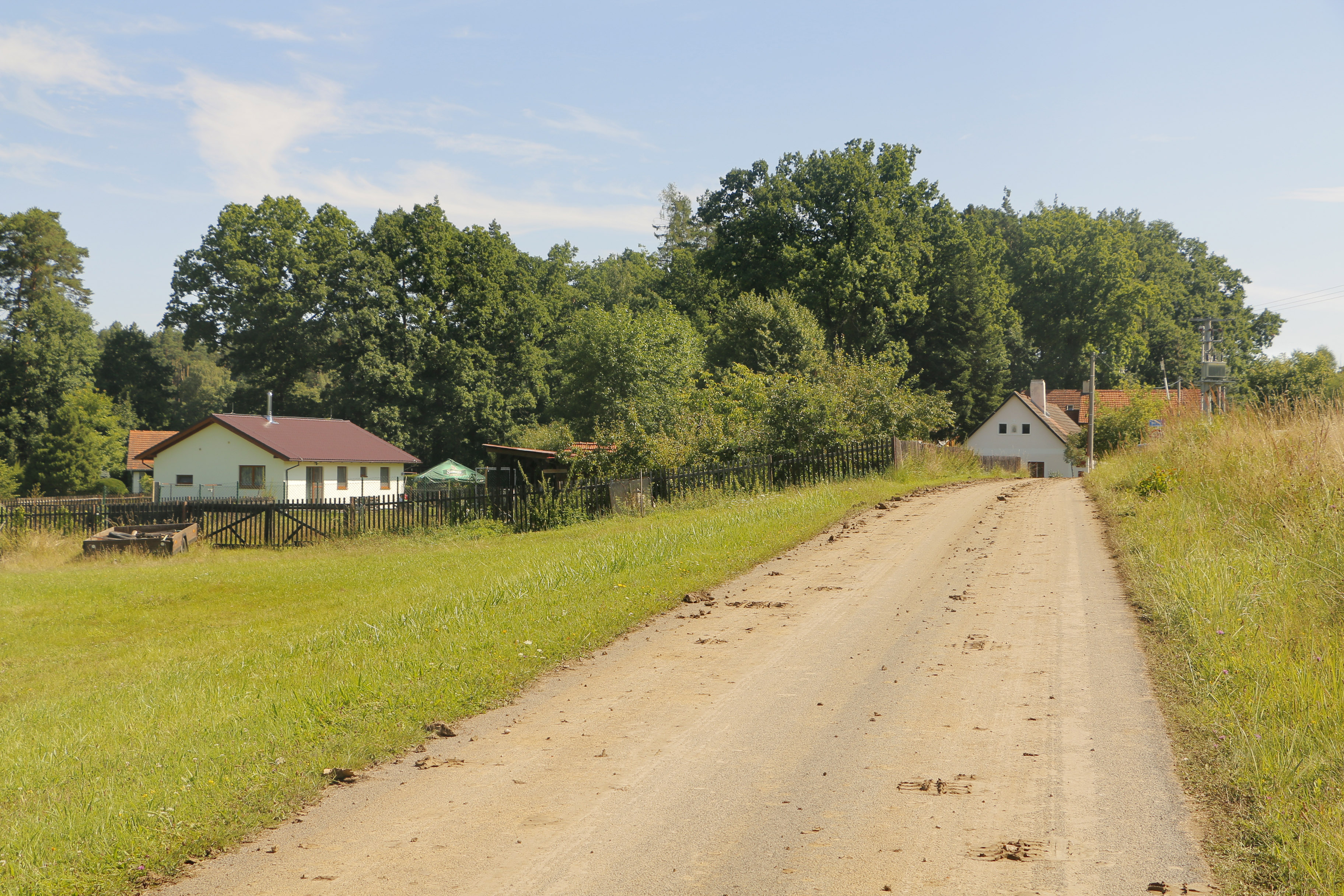
Vesnice od západu
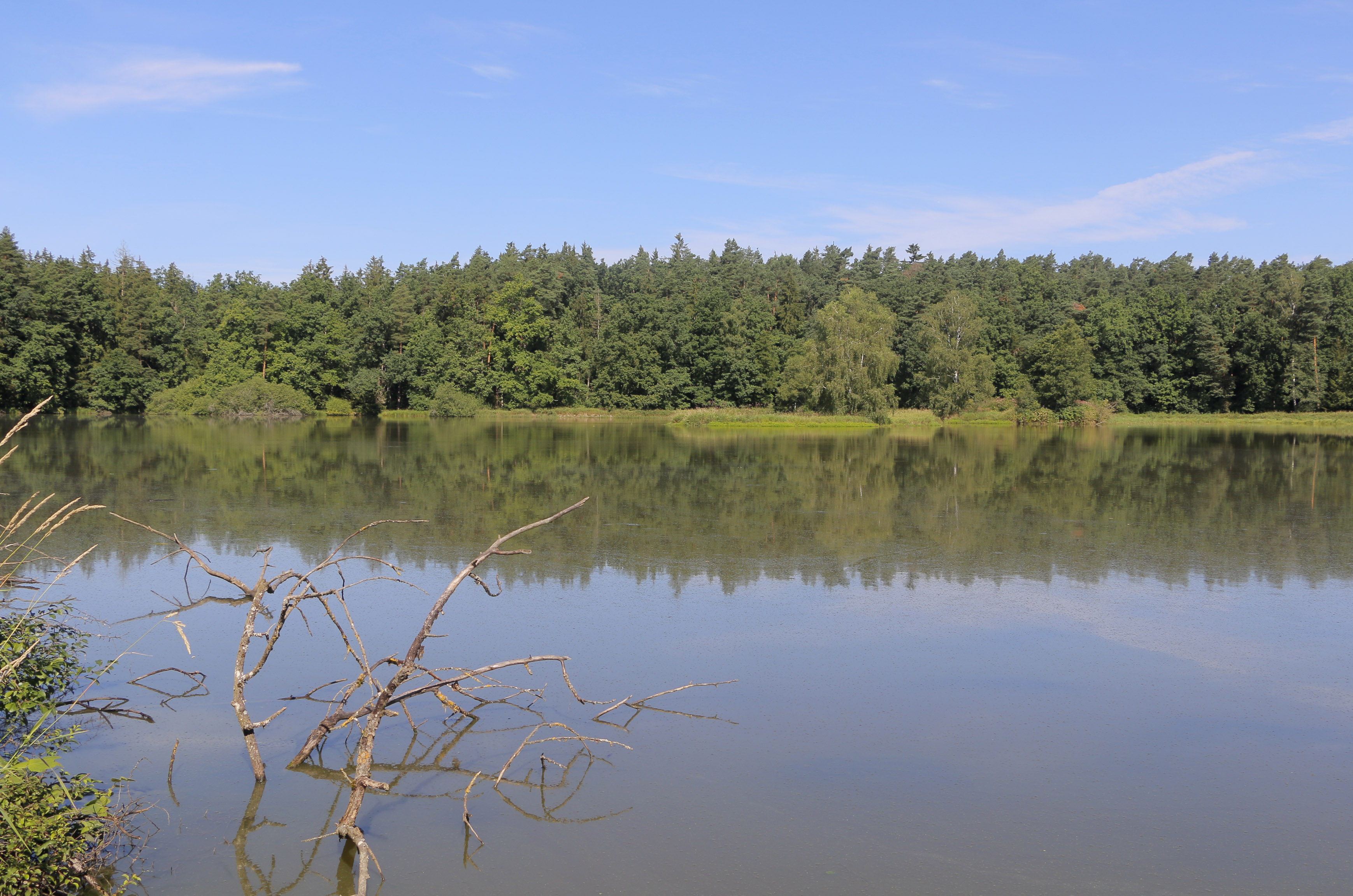
Borecký rybník
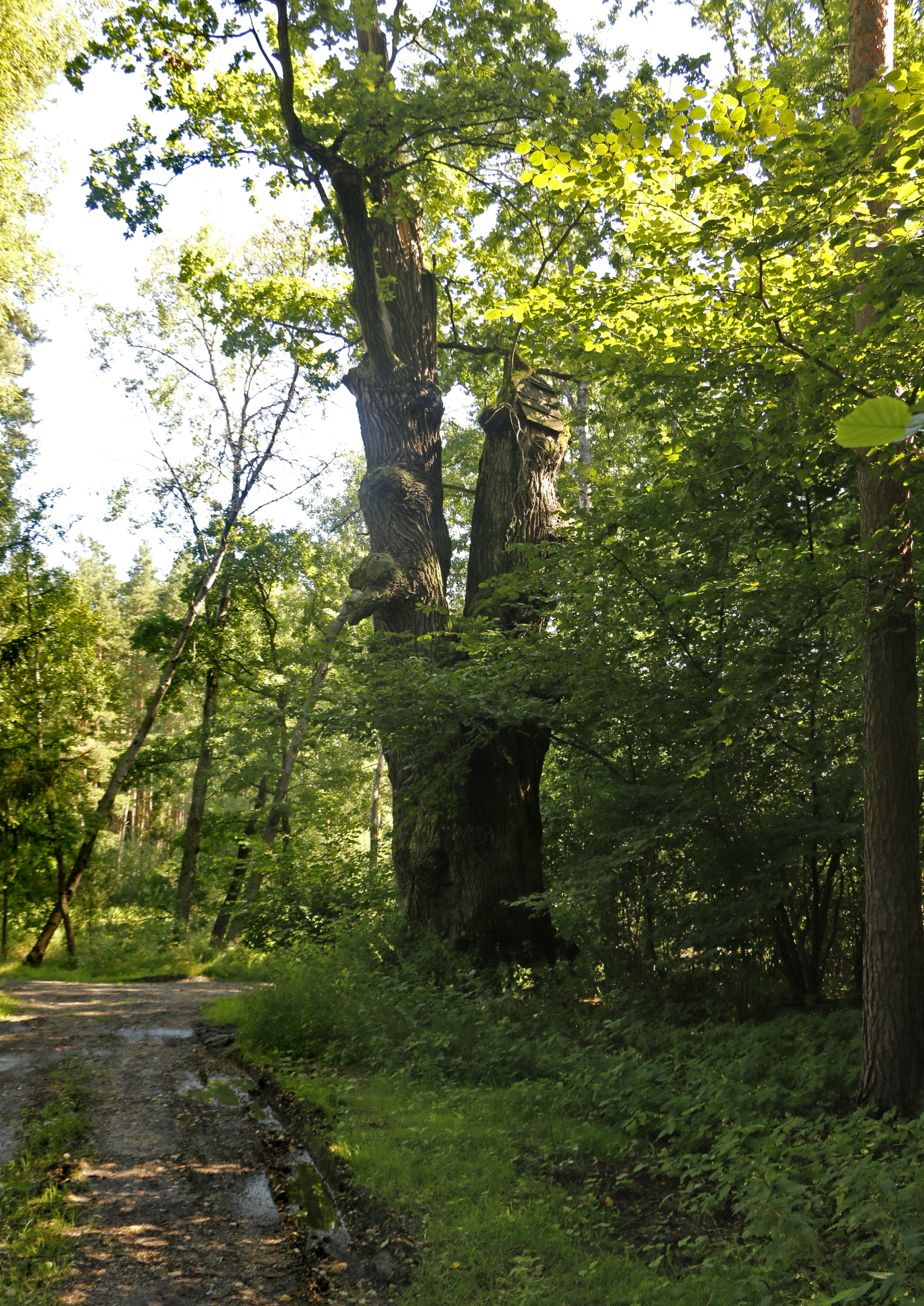
Památné Borecké duby
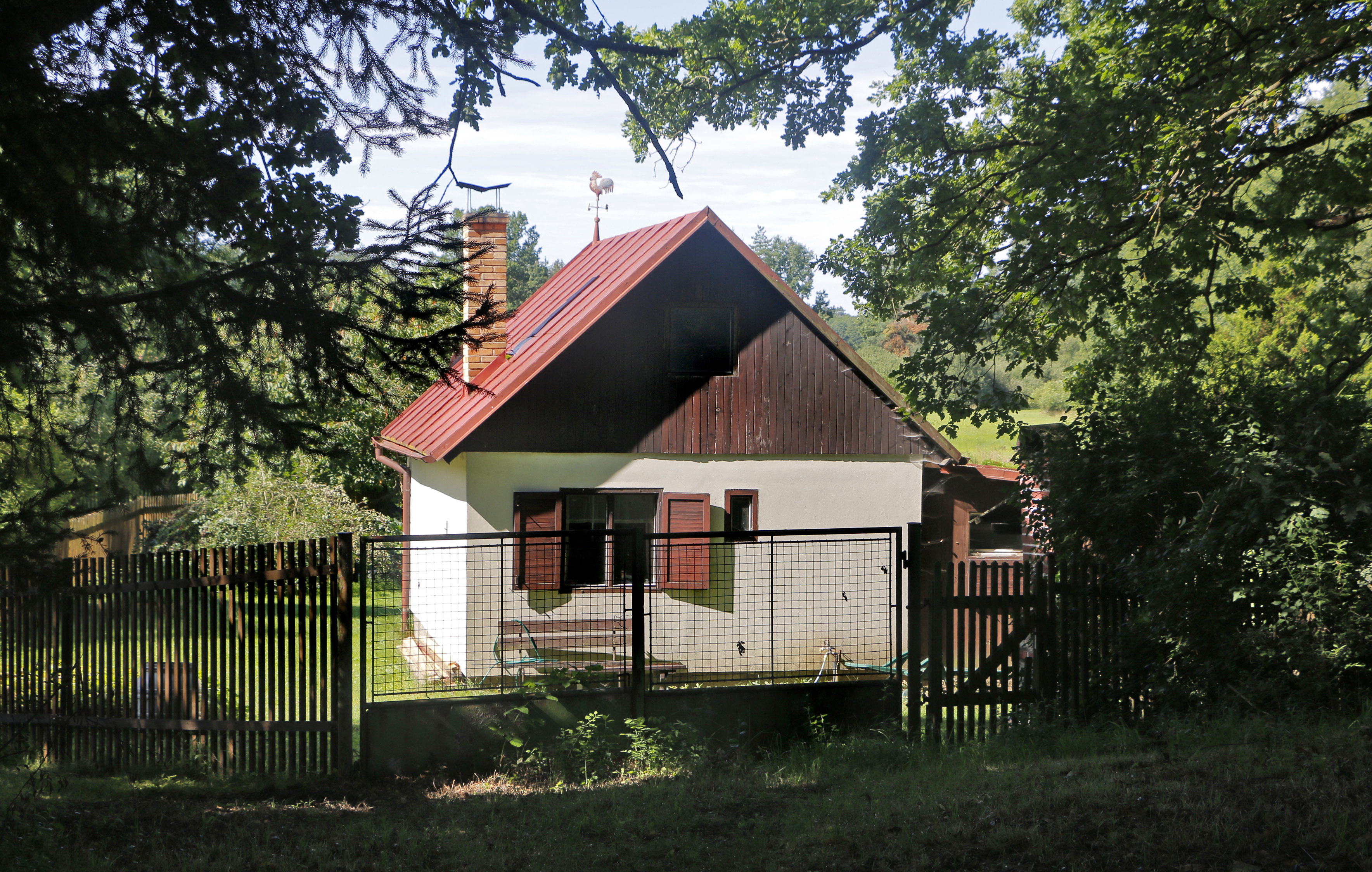
Dům čp. 10